# Julio César Bunader
Julio César Bunader OFM (ur. 9 stycznia 1961 w Mendozie) – argentyński franciszkanin, kapłan, wikariusz generalny Zakonu Braci Mniejszych, były minister prowincjalny Prowincji Wniebowzięcia NMP w Río de la Plata, teolog moralista.
Przed 2009, kiedy został powołany na urząd Definitora Generalnego Zakonu Braci Mniejszych w Rzymie, o. Bunader był rektorem Franciszkańskiego Instytutu Teologicznego w Argentynie, dziekanem Wydziału Teologii oraz wykładowcą teologii moralnej.